# Aricia eos
Aricia eos är en fjärilsart som beskrevs av Harrison 1929. Aricia eos ingår i släktet Aricia och familjen juvelvingar. Inga underarter finns listade i Catalogue of Life.